# Катлийн Буут
Катлийн Хилда Валери Буут (по баща Бритън) е британски компютърен пионер и математик, написала първия асемблерен език и проектирала асемблера и автокодирането за първите компютърни системи в Бъркбек колидж, Лондонски университет.  Тя помага в проектирането на три различни машини, ARC (на английски: Automatic Relay Calculator – Автоматичен релеен калкулатор) (1947 – 48), SEC (на английски: Simple Electronic Computer – Прост електронен компютър) (1948 – 49) и APE(X)C (на английски: All Purpose Electronic (X) Computer) (1952 – 55).

## Младежки години и образование
Катлийн Бритън е родена в Стаурбридж, Устършър, Англия,  на 9 юли 1922 г.   Тя получава бакалавърска степен по математика от Лондонския университет през 1944 г. и докторска степен по приложна математика през 1950 г. Омъжва се за колегата си Андрю Доналд Буут през 1950 г. и имат две деца. 

## Кариера
Катлийн Буут работи в колежа Бъркбек, 1946 – 62.  Пътува до Съединените щати като научен сътрудник на Андрю Буут през 1947 г., посещавайки Джон фон Нойман в Принстън. Докато е в Принстън, тя и съпругът ѝ написват „Общи съображения при проектирането на универсален електронен цифров компютър“,   където се описва процесът на модификация на оригиналния ARC към ARC2, като се използва архитектура на фон Нойман.  Част от нейния принос е асемблерният език ARC.  Тя също изгражда и поддържа ARC компоненти. 
Екипът на Катлийн и Андрю Буут в Бъркбек е най-малката от първите британски компютърни групи. От 1947 до 1953 г. те създават три машини: ARC ( Automatic Relay Computer – Автоматичен релеен компютър ), създаден с Xenia Sweeting,  SEC ( Simple Electronic Computer – Прост електронен компютър ) и APE(X)C (Универсален електронен (Rayon) компютър).  Тя работи в един екип с мъжа си.  Резултатите им се считат за забележително постижение поради малобройния екип и ограничените средства, с които разполагат. Въпреки че APE(X)C в крайна сметка води до серията машини HEC, произведена от British Tabulating Machine Company, поради малкия размер на групата тя не се отбелязва в челните редици на британската компютърна дейност. 
Буут редовно публикува статии за своята работа по системите ARC и APE(X)C и е съавтор на „Автоматични цифрови калкулатори“ (1953), който илюстрира възприетия от тях стил на програмиране „Планиране и кодиране“.  През 1957 г. тя, нейният съпруг и Дж. С. Дженингс съосновават катедрата по цифрова автоматизация на Бъркбек колидж,  днес Школа по компютърни науки и информационни системи. През 1958 г. тя преподава курс по програмиране. 
През 1958 г. Катлийн Буут написва „Programming for an Automatic Digital Calculator“, една от първите книги, описващи програмирането на компютри APE(X)C. 
От 1944 г. тя е младши научен сътрудник в Royal Aircraft Establishment във Фарнбъро.  От 1946 г. до 1962 г. Катлийн е научен сътрудник в Изследователската асоциация на британските производители на каучук и в продължение на десет години (от 1952 г. до 1962 г.) работи като научен сътрудник и преподавател в Бъркбек колидж. 
Буут изследва невронните мрежи и прави програми за симулация на начините, по които животните разпознават модели и знаци. .</ref> През 1961 г. тя и съпругът ѝ подават оставка от Бъркбек колидж, след като съпругът и не е избран за шеф на катедра въпреки огромните му приноси, а един компютър ICT 1400, дарен на Факултета по цифрова автоматизация, е инсталиран на друго място: в Лондонското училище по хигиена и тропическа медицина. 
През 1962 г., семейство Буут се мести в Канада, където Катлийн става научен сътрудник, преподавател и доцент в Университета на Саскачеван до 1972 г.  От 1972 до 1978 г. тя става професор по математика в университета Лейкхед в Онтарио, Канада. Катлийн Буут се пенсионира през 1978 г. Последната си статия публикува през 1993 г. на 71-годишна възраст. Озаглавена е „Използване на невронни мрежи за идентифициране на морски бозайници“, и съавтор е нейният син Иън Дж. М. Буут. 
Катлийн Буут умира на 29 септември 2022 г. на 100-годишна възраст.  